# Bönnsch
Ne doit pas être confondu avec Bönnsch (dialecte).

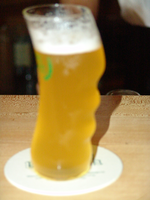
Bönnsch au comptoir

La Bönnsch est une bière de fermentation haute brassée dans la brasserie Bönnsch à Bonn en Allemagne. C'est une variante non filtrée de la Kölsch, mais elle ne peut pas être vendue comme telle car la Kölsch est l'objet d'une Appellation d'origine contrôlée européenne.
Elle n'est disponible que dans la brasserie Bönnsch en pression.
La Bönnsch se boit dans un verre de 0,2 L. Ce verre est courbe et présente des renfoncements épousant la forme des doigts.
Le nom de Bönnsch (de Bonn) est une imitation humoristique de Kölsch (de Köln, Cologne).